# Centrolene lema
Centrolene lema là một loài ếch thuộc họ Centrolenidae.
Loài này có ở Venezuela và có thể cả Guyana.
Môi trường sống tự nhiên của chúng là vùng núi ẩm nhiệt đới hoặc cận nhiệt đới và sông ngòi.